# Pinkpop 1993
Pinkpop 1993 werd gehouden op 31 mei 1993 in Landgraaf. Het was de 24e editie van het Nederlands muziekfestival Pinkpop en de zesde in Landgraaf. Er waren circa 64.300 toeschouwers.
Tijdens het optreden van Thelonious Monster klom zanger Bob Forrest tijdens een van de nummers via de luidsprekertorens omhoog om op het dak van het hoofdpodium te gaan zitten. Hij werd vervolgens naar beneden gepraat en vervolgde het optreden.
Tijdens de slotact van het festival, het optreden van The Black Crowes, viel de stroom uit waardoor het gedurende ongeveer tien minuten vrijwel donker was op het terrein. Het publiek reageerde laconiek op deze pauze door luidkeels Monty Python's 'Always Look On The Bright Side Of Life' te zingen. The Black Crowes staakten noodgedwongen hun optreden maar kwamen toen de stroomstoring voorbij was weer het podium op om het optreden af te maken.
Presentatie: Jan Douwe Kroeske

## Optredens
- The Black Crowes
- Lenny Kravitz
- Living Colour
- Claw Boys Claw
- The Jayhawks
- Rage Against the Machine
- Bettie Serveert
- Thelonious Monster
- The Red Devils